# Grand Prix Maroka Formuły 1
Grand Prix Maroka – dawny wyścig zaliczany do Mistrzostw Świata Formuły 1.
Jedynymi zawodami Formuły 1 rozegranymi w Maroku, których wyniki były zaliczane do klasyfikacji generalnej, było Grand Prix rozegrane 19 października 1958 roku. Wówczas wygrał Brytyjczyk Stirling Moss, a pozostałe dwa miejsca na podium zajęli jego rodak Mike Hawthorn oraz Amerykanin Phil Hill.

## Zwycięzcy Grand Prix Maroka
| Sezon | Kierowca      | Konstruktor | Tor              |        |
| ----- | ------------- | ----------- | ---------------- | ------ |
| 1958  | Stirling Moss | Vanwall F1  | Ain-Diab Circuit | Wyniki |
| Sezon | Kierowca      | Konstruktor | Tor              |        |